# Birte Weiss
Birte Weiss, född Rasmussen 1 maj 1941 i Frederiksberg, är en dansk politiker (Socialdemokraterne), journalist och före detta minister. Hon arbetar för närvarande som journalist på Weekendavisen.

## Uppväxt
Birte Weiss föddes i Frederiksberg, men familjen flyttade ofta och de kom att bo i bland annat Köpenhamn och Aarhus. Hennes föräldrar var Knud Eigil Rasmussen, som var civilingenjör, och Bodil Halkier. Hon tog studentexamen 1959 och utbildade sig 1960-63 till journalist vid den socialdemokratiska pressen. Hon studerade även litteraturvetenskap vid Köpenhamns Universitet. Efter avslutade studier arbetade hon som journalist vid bland annat Demokraten, Dagbladet Information, Ekstra Bladet och på kultur- och samhällsavdelningen på Danmarks Radio (DR). Hon gifte sig 1965 med redaktören Ove Weiss, som bland annat arbetat för Folkebladet i Randers. Motståndet mot kärnvapen fick Birte Weiss att ansluta sig till Socialdemokraterne under 1960-talet. Hon anslöt sig också till Vietnamrörelsen och skakades av den socialdemokratiska toppolitikern Per Hækkerups utfall mot rörelsens ståndpunkter. Weiss hörde till vänsterfalangen inom Socialdemokraterne och motsatte sig, tillsammans med bland andra Svend Auken och Ritt Bjerregaard, statsminister Jens Otto Krags mål att få Danmark att anslutas till EG. Detta var dock en ståndpunkt som hon övergav 1980.

## Politisk karriär
Birte Weiss valde att ställa upp som kandidat till Folketinget för Vestsjællands Amtskreds och blev invald 1971. Hon hade då precis fött sitt första barn, Lars, och hade en universitetsuppgift som inte var avslutad. Hon kom dock att mista sin plats vid valet 1973 (det s.k. "jordskredsvalet"), då Socialdemokraterne förlorade 24 av 60 mandat till förmån för Fremskridtspartiet och Centrum-Demokraterne, och tappade regeringsmakten till förmån för en Venstreregering med small politisk uppbackning i Folketinget. Samma år födde hon sin andra son, Jakob.
Weiss lyckades återigen att bli invald 1975, då Socialdemokraterne återtog en del av de förlorade mandaten. Vid denna tidpunkt utmärkte hon sig som en motståndare mot att Danmark skulle köpa in 58 amerikanska F16-flygplan till det danska försvaret. I en intern omröstning inom den socialdemokratiska folketingsgruppen var Weiss den enda, utöver en företrädare för Färöarna, som röstade emot att Socialdemokraterne skulle stödja köpet av F16-flygplanen. Hon framförde två argument för sin ståndpunkt; att köpet av flygplanen upptog en för stor del av de avsatta pengarna till försvarsmateriel, samt att hon inte stödde principen om att pengarna till försvaret undgick de nedskärningar som genomfördes på andra områden. Det hade tidigare varit fler inom partiet, däribland Svend Auken, som varit emot köpet men som ändrade ståndpunkt då de ansåg att enigheten inom den socialdemokratiska gruppen kom först. Partilojaliteten var dock så stark att Weiss lovade att endast använda manuskript som hade godkänts av försvarsministeriet då hon stod på Folketingets talarstol.
Weiss behöll sin plats i Folketinget fram till 1984, då hon avgick frivilligt för att kunna ägna sig åt uppgiften som ordförande för Radiorådet. Hon varit dess ordförande sedan 1981 och var den första kvinnan att inneha den posten. Under hennes tid som ordförande försökte hon att öka jämställdheten inom DR. Från att, utöver Weiss, inte ha haft några kvinnor på ledande poster fick DR efter några år 12 kvinnor på ledningsnivå.
Birte Weiss fortsatte att vara engagerad inom partiet utöver arbetet på Radiorådet och var Socialdemokraternes vice ordförande 1984-96. Hon hade vunnit över Helle Degn i kampen om vem som skulle bli Ritt Bjerregaards efterträdare på posten. Hon var även ordförande för partiets jämställdhetsutskott och var med vid utformningen av den s.k. Poulas plan, som innebar att näringslivsstödet till varje företag blev bundet till företagets insatser för jämställdhet. Hon markerade sig också som en förespråkare av könskvotering för att minska skillnaderna mellan män och kvinnor i arbetslivet. Hon valde att återvända till rikspolitiken på Christiansborg och blev invald 1987. Internt blev hon vid samma tidpunkt ordförande för det utskott som skulle skapa en enad socialdemokratisk ståndpunkt gentemot EG. Dock skulle oenigheter uppstå på andra håll mellan Weiss och den styrande falangen inom den danska socialdemokratin. Åren 1988-1993 var Weiss även medlem av det Nordiska Rådet. Under Svend Aukens tid som partiledare (1987-1992) opponerade sig Weiss gentemot den politiska linje han och bundsförvanten Ritt Bjerregaard drev. När kampen om partiledarposten var igång, stödde Weiss Poul Nyrup Rasmussen som partiets ledare, vilket också kom att bli verklighet.
Utöver sina uppdrag i Folketinget och Radiorådet har Weiss suttit i styrelserna för bl.a. Amagerscenen, Statens Kunstfond, Det Kongelige Teater, LO-skolen och Roskilde Højskole. Hon har även varit medlem av Mediekommissionen, som under första hälften av 1980-talet hade till uppgift att undersöka massmediernas utveckling. Det var denna kommission som i sina betänkanden bl.a. lade den politiska grunden till upprättandet av en konkurrerande TV-kanal till Danmarks Radio. Detta resulterade i att det reklamfinansierade TV2 upprättades 1988.

## Inrikes- och kyrkominister

### Inrikesminister
Vid den nya regeringens tillträdande i januari 1993 utsågs Birte Weiss till inrikesminister. Som sådan hade hon även ansvar för invandrings- och flyktingpolitiken, som också kom att prägla hennes tid vid ämbetet. Under Weiss ämbetstid genomfördes lagar som ökade möjligheterna för personingrepp: DNA-tester, fingeravtryck, fotografering och skärpt kontroll över frihetsberövade utlänningar. Detta gav upphov till kritik från bland annat Det Danske Center for Menneskerettigheder och dess direktör, Morten Kjærum, som ansåg att det hela styrdes av begäret efter lätta lösningar. Det genomfördes även en hel rad åtstramningar inom invandringspolitiken, däribland snabbare ärendehantering, beskärning av klagomöjligheter, en skärpt ton gentemot dem som medverkat till uppnående av asyl på bedrägligt vis samt ökad befogenhet att utvisa utlänningar som dömts för narkotikabrott. Weiss var även med vid utformandet av den dåvarande regeringens lagförslag som gick ut på att tvinga nyanlända flyktingar att arbeta, och om de vägrade skulle de förlora rätten till socialbidrag. Weiss försvarade förslaget med motiveringen att flyktingarna då skulle kunna bli "självförsörjande och kunde ta ansvar för sina egna liv". Den invandrings- och flyktingpolitik som bedrevs under Weiss och hennes efterträdare Thorkild Simonsen var i hög grad präglad av framväxten och den stigande populariteten hos det nybildade Dansk Folkeparti (till vilka Socialdemokraterne har tappat många väljare) samt av de borgerliga partiernas mer invandringsrestriktiva hållningar.
Under Birte Weiss tid som inrikesminister härjade krigen och konflikterna i det forna Jugoslavien som värst. Detta ledde till att hon bidrog till ändringen av reglerna för asyl för krigsflyktingar från området. Dock gällde lagen om asyl från 1992 (den s.k. "jugoslaverloven") endast dem som ankommit till Danmark innan december 1992, eftersom man förväntade sig ett snabbt slut på kriget i Jugoslavien, och bosnier som kom senare fick rätten till att få sina asylansökningar behandlade fråntagna i två år. Under Weiss administration förlängdes denna lags giltighet med ytterligare ett år 1994. Först därefter ändrades reglerna till att också omfatta flyktingar som ankommit till Danmark vid ett senare tillfälle. 1996 infördes även kvoter för tilldelning av uppehållstillstånd, som i första hand berörde bosniska flyktingar, men som senare samma år även kom att omfatta flyktingar från Serbien-Montenegro. En lag från 1993 gjorde det möjligt för kommunerna att upprätta asylcentra och låta personer från forna Jugoslavien med uppehållstillstånd i Danmark att delta i frivilligt och humanitärt arbete. En lag från 1994 gjorde det möjligt för jugoslaver att åta sig avlönat arbete utanför asylcentren. År 1993 upprättades Nævnet for Etnisk Ligestilling, som hade till uppgift att motverka särbehandling och diskriminering av olika etniska grupper, samt erbjuda rådgivning till Folketing, regering, centrala- och lokala beslutsfattare. Denna är nu nedlagd och har ersatts av Dansk Center for Internationale Studier og Menneskerettigheder år 2002.
Till andra förändringar under Weiss ledning hör den nuvarande indelningen och ansvarsfördelningen av landets kommuner. En annan ännu gällande förändring är förbudet mot att en dansk medborgare, bosatt i ett annat EU-land och som väljer att ställa upp som kandidat till Europaparlamentsvalet, kan kandidera i både Danmark och i det EU-land som denne för tillfället är bosatt i.

### Kyrkominister
Birte Weiss blev 1994 kyrkominister, utöver posten som inrikesminister, vilket berodde på att det danska kyrkoministeriet slogs ihop med inrikesministeriet. Som kyrkominister tillsatte Birte Weiss 1995 en arbetsgrupp som skulle utreda möjligheten att modernisera kyrkbokföringen, däribland att överföra den till elektronisk databehandling. Detta skulle knytas ihop med personregistreringen vid Det Centrale Personregister (CPR). Under Weiss tid som kyrkominister florerade den så kallade Christophpher-sagen, där en moder velat namnge sin son till Christophpher, vilket var olagligt eftersom stavningen av namnet inte överensstämde med det namncirkulär som den kyrkliga bokföringen följde. Efter att i sju år ha betalat dagsböter på totalt 25 000 danska kronor grep Birte Weiss in och lättade på regelverket för namngivning. Barnet kunde nu få heta Christophpher.

## Hälso- och forskningsminister

### Hälsominister & Folketingets vice ordförande
År 1996 blev Birte Weiss hälsominister, vilket var en ministerpost som under en tid innehade parallellt med inrikesministerposten. Hon valde dock sedan att frånsäga sig ansvaret för inrikesministeriet, eftersom hon inte ansåg att Nyrups önskningar om ytterligare åtstramningar kunde genomföras, och istället helt ägna sig åt hälsoministeriet. Som hälsominister genomförde hon bland annat den ännu gällande lagen om konstgjord befruktning (1997), som går ut på att endast kvinnor som är gifta eller lever i samboförhållanden kan få konstgjord befruktning, samt övrig reglering. År 1997 framkom det att en rad läkare hade låtit sina anhöriga hamna längst fram i vårdköerna för behandling av sina sjukdomar, vilket fick både Birte Weiss och statsminister Poul Nyrup Rasmussen att kräva att dessa "väntjänster" inom sjukvården upphörde, och att amten skulle se till att stoppa det. Vidare hänvisade Weiss till det reguljära och öppna bokningssystem som Grenå Hospital hade infört.
År 1998 var Birte Weiss nära att utses till Folketingets ordförande, och i sådana fall bli den första kvinnan på den posten. På grund av att Weiss och hennes motståndare, Ivar Hansen från Venstre, fick lika många röster var man tvungna att dra lott om vem som skulle tilldelas ordförandeskapet. Lotten föll på Ivar Hansen och Weiss blev därmed utsedd till Folketingets vice ordförande. Efter drygt ett år på denna post återvände Weiss till regeringen, efter att en mindre ommöblering genomförts i denna då biståndsminister Poul Nielson utsågs till Danmarks EU-kommissionär. Nielsons efterträdare förutspåddes i medierna vara Weiss, men istället övertog hon forskningsministerposten efter Jan Trøjborg, som utsågs att efterträda Nielson som biståndsminister.

### Forskningsminister
Som forskningsminister lade Birte Weiss bl.a. fram en redogörelse med 37 initiativ på ett upprättande av ett danskt internetsamhälle. I redogörelsen ingick bl.a. att alla danskar skulle ha personlig internettillgång till de offentliga kontoren och myndigheterna, samt upprättandet av ett virtuellt universitet som skulle ge studerande fjärrundervisning. Initiativen grundade sig på den rapport som Weiss företrädare, Jan Trøjborg, beställde under sin mandatperiod. Andra initiativ från Weiss var tillsättandet av 300 nya professor vid universiteten och sektorforskningen, som utöver forskningen också skulle undervisa, samt prioriteringen av forskningen under regeringens finansförhandlingar 2000. Hon har även drivit ett antal projekt i den nya Köpenhamnsstadsdelen Ørestaden, däribland byggandet av IT-højskolen och nya lokaler till delar av Köpenhamns Universitet. Under Weiss tid som forskningsminister genomfördes även besparingar inom alla ministeriernas ansvarsområden och Forskningsministeriet var inget undantag. Bland annat tilldelades de statsstödda utbildningsinstitutionerna ett sparkrav på 51 miljoner danska kronor.
Efter drygt tre månader som forskningsminister offentliggjordes en analys av Gallup över de danska ministrarnas popularitet hos folket. I denna analys hamnade Weiss på den nedre delen av popularitetsskalan med 50 poäng, vilket kunde jämföras med jordbruksministern Henrik Dam Kristensen som enligt analysen var den mest populära av ministrarna med 70 poäng.
I oktober 2001 tillkännagav Weiss att hon inte skulle ställa upp i valet till folketinget 2001, och istället återgå till yrket som journalist.

## Övrigt
Birte Weiss har tillsammans med Karsten Fledelius skrivit boken Vanviddets vidner, som skildrar situationen i Bosnien-Hercegovina under jugoslavienkrigen och de flyktingproblem som blivit ett av resultaten därefter. Hon har även skrivit boken Krigens arvinger, som skildrar efterdyningarna av kriget på balkan. Utöver detta har hon även varit medförfattare till ett antal böcker om bland annat marknadspolitik, demokrati och europapolitik.
I samband med Serbiens officiella ursäkt för den begångna massakern i den bosniska staden Srebrenica, uttryckte Weiss att ursäkten var "en gratis omgång". Hon menade att så länge den bosnisk-serbiska krigsförbrytaren Ratko Mladić går fri, förmodligen gömd inom Serbiens gränser, så är ursäkten något lätt sagt.

## Utmärkelser
- Hedersmedborgare i Kljuc, Bosnien-Hercegovina (2000)
- Kvindeligt Arbejderforbunds Kvindepris (2001)
- Kvindeprisen (2002)
- Drassows Legat (2002)
- Pris från Dansk Forfatterforening för boken Vanviddets Vidner (2002)